# Порошкові матеріали

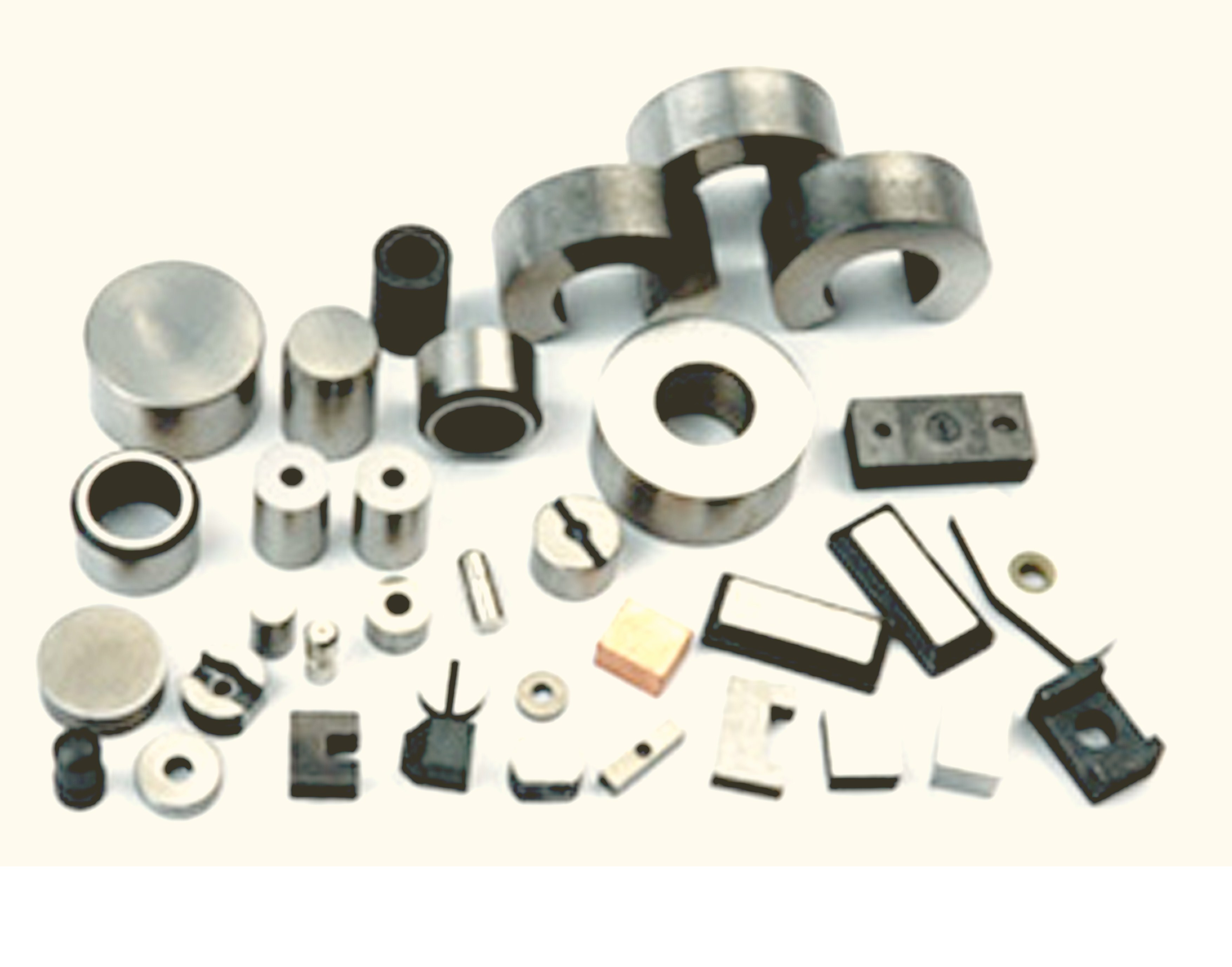
Деталі з порошкових матеріалів

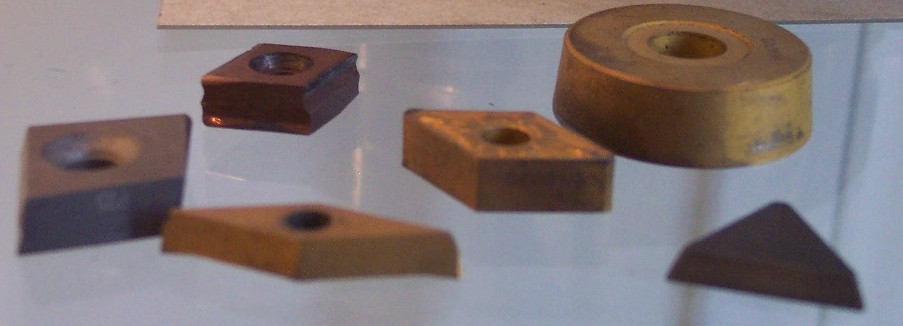
Твердосплавні пластинки для різального інструменту, отримані методами порошкової металургії

Порошко́ві матеріа́ли або спечені матеріали — композиційні матеріали, що їх виготовляють з порошків металів, їхніх сплавів і тугоплавких сполук (карбідів, нітридів, боридів та ін.) методами порошкової металургії. Відзначаються унікальними заданими властивостями, що їх можна надати матеріалам у багатьох випадках тільки методами порошкової металургії, раціонально поєднуючи шихтові (вихідні) компоненти. До того ж створення порошкових матеріалів вимагає мінімальних втрат матеріалу.

## Класифікація

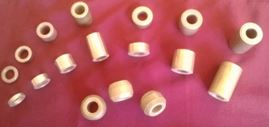
Бронзові втулки, отримані спіканням порошкового матеріалу

За призначенням розрізняють порошкові матеріали: конструкційні, антифрикційні, фрикційні, електроконтактні, інструментальні, магнітні, пористі, корозійностійкі. Є порошкові сплави міді, тверді сплави, тугоплавкі метали тощо. Конструкційні порошкові матеріали виготовляють в основному з залізного порошку. Їх застосовують у виробництві шестерень, важелів, кулачків, втулок та інших деталей машин. Для антифрикційних матеріалів використовують порошки бронзи, заліза легованого молібденом і бором, нержавіючої сталі тощо. З них виготовляють підшипники, що їх експлуатують у машинах із застосуванням мастил, в абразивних, корозійних та інших середовищах. Основою деяких фрикційних матеріалів є залізні порошки зі спеціальними добавками. Ці матеріали застосовують у гальмових системах важко навантажених машин. Фрикційними матеріалами на основі бронзи використовуються у вузлах тертя багатьох транспортних, дорожніх та інших машин. З електроконтактних порошкових матеріалів на основі порошку вольфраму і срібла, вольфраму і міді виготовляють контакти високовольтних і надпотужних вимикачів та інших пристроїв, з інструментальних порошкових матеріалів на основі, наприклад, порошку сталі — різальний інструмент. Магнітні порошкові матеріали використовують для магнітопроводів різних приладів, реле, електромагнітних муфт; корозійностійкі — для пристроїв хімічної промисловості.
Особливе місце в загальній номенклатурі виробів з порошкових матеріалів займають деталі з високопористих проникних матеріалів. Їх застосовують для фільтрації рідин і газів при низьких та високих температурах, у пристроях для капілярного транспортування рідин, теплових трубах, при випаровувальному охолодженні, для очищення повітря й агресивних доменних газів, що мають температуру до 1000 °С, сольових розчинів, розплавлених легкоплавких металів; як демпфери вібрацій і звукових коливань, гнотів тощо. Пористі проникні металеві матеріали виготовляють переважно з порошків титану, міді, корозійностійких сталей. Методи порошкової металургії уможливлюють випускання фільтрів зі змінюваною та регульованою пористістю, проникністю й ступенем очищення. Порошкові металеві жароміцні та жаростійкі матеріали на основі тугоплавких металів використовують при високих температурах та різних тисках (від сотень атмосфер до високого вакууму), в різних агресивних середовищах, наприклад, для виготовлення камер згоряння та елементів захисних конструкцій ракет.